# Сохоневич, Владимир Юрьевич
Владимир Юрьевич Сохоневич (род. 14 мая 1954 года, Новокузнецк, СССР умер 21 февраля 2022 года, Санкт-Петербург) — российский художник по металлу. Член Союза художников России, член Союза кузнецов России, член Гильдии кузнецов и художников по металлу Санкт-Петербурга и Северо-Западного региона.

## Биография
В 1983 году окончил Ленинградское высшее художественно-промышленное училище имени В. И. Мухиной , факультет декоративно-прикладного искусства, кафедру художественной обработки металла (мастерская А. С. Турина, Е. Л. Бабляка, В. Н. Цыганкова).
В 1983—1985 годах работал в специализированных научно-реставрационных производственных мастерских Государственного Эрмитажа. Профильным направлением являлась разработка технологий и реставрация металлических изделий, выполненных в технике ручной ковки.
С 1985 года и по 2022 год преподавал Санкт-Петербургской государственной художественно-промышленной академии им. А. Л. Штиглица, где открыл лабораторию-кузницу, разработал авторскую методику обучения студентов технологии художественной ковки.
С 1986 — член Союза художников России.
С 1991 — член Союза кузнецов России.
С 1991 — постоянный участник международных фестивалей кузнечного искусства.
1997 — лауреат международного конкурса дизайна «Henry Cort Millenium Project».
С 2001 — член Гильдии кузнецов и художников по металлу Санкт-Петербурга и Северо-Западного региона.
2001 — участник XIV Европейской биеннале кузнечного искусства. Стия, Италия.
2005 — лауреат премии Российской академии художеств. Диплом за лучшее произведение в области декоративно-прикладного искусства.
2005 — участник мастер-класса «Искусство огня и металла» в рамках XIV Международного фестиваля искусств «Славянский базар в Витебске». Белоруссия.
2009 — участник симпозиума скульпторов «Ульяновск — авиационная столица России».
2014 — участник IX Международного симпозиума кузнецов IFRAM. Вильдьё-ле-Поэль, Франция.
2014—2016 — председатель жюри Международного фестиваля народных промыслов «Голос ремесел». Вологда, Россия.

## Работы в собраниях
- Всероссийский музей декоративно-прикладного и народного искусства, Москва
- Государственный музей истории Санкт-Петербурга, Санкт-Петербург
- Елагиноостровский дворец-музей , Санкт-Петербург
- Астраханская государственная картинная галерея имени П.М. Догадина, Астрахань
- Витебский областной краеведческий музей, Витебск
- Музей кузнечной науки и техники, Балашиха
- Middelheim Open Air Sculpture Museum, Antwerp

Также работы Владимира Сохоневича находятся в частных собраниях в России, Австрии, Бельгии, Великобритании, Германии, Голландии, Италии, Кореи, США, Швейцарии, Швеции,Финляндии.

## Персональные выставки
- Государственный музей истории Санкт-Петербурга, Санкт-Петербург
- Музей искусства Санкт-Петербурга XX – XXI веков, Санкт-Петербург